# Дніпропетровська вулиця (Санкт-Петербург)
Дніпропетровська вулиця — вулиця у Санкт-Петербурзі. Проходить від Транспортного провулку до стику Розстанного провулка й Розстанної вулиці, на південь від якої переходить у Камчатську вулицю. Початок вулиці: від Транспортного провулкау до Обвідного каналу розташовано у Центральному районі, а кінець: від Обвідного каналу до Розстанної вулиці — у Фрунзенському районі.

## Історія назви
Початково назва Катеринославської вулиці походила від назви українського міста Катеринослав.
Після перейменування міста на Дніпропетровськ 1926 року вулиця також змінила свою назву.
Внаслідок декомунізації 2016 року Дніпропетровськ було знову перейменовано на Дніпро, проте петербурзька вулиця залишилася з радянською назвою міста.

## Історія
У 2009—2011 роках дві частини Дніпропетровської вулиці, розташовані по обох берегах Обвідного каналу й до цього ніколи не пов'язані, були з'єднані мостом. Він був збудований ВАТ «Мостобуд № 6» в рамках реконструкції набережних під Американськими мостами і відкрито 21 листопада 2011 року. У 2012 році міст було названо Каретним — за Каретної частини.

## Об'єкти
- На початку (у північній частині) вулиця межує своєї парної стороною з залізничними шляхами локомотивного депо Санкт-Петербург-Пасажирський-Московський.
- Дніпропетровська вулиця, 2 — Залізничне училище, воно також є фактичною адресою депо[3].
- Дніпропетровська вулиця, 4 й 6 — житлові будинки.
- Дніпропетровська вулиця, 8 (біля Обвідного каналу) — Фанерний завод.
- Дніпропетровська вулиця, 10 — на протилежному березі Обвідного каналу на північній стороні розташована будівля підстанції «Центральна», що побудована на місці знесеного в 2007—2010 роках Асоціацією по знесенню будівель одноповерхової будівлі історичного і деревообробного заводу[4][5].

Непарна вулиця складається з житлових будинків, між якими і в яких «мостяться» різні підприємства. Будинки, переважно, будівництва кінця XIX — початку XX століття, в жалюгідному стані, завдяки сусідству з залізницею.
З південної сторони переважно розташовані промислові підприємства. Виняток — готель «Київський», що розташовано на непарній стороні поблизу Автовокзалу і декількох житлових будинків поруч. Між Дніпропетровською вулицею й розташованою на захід від Нафтової дороги розташоване гирло річки Волковки, що впадає в Обвідний канал.